# کلاین نوردنده
کلاین نوردنده (به آلمانی: Klein Nordende) یک شهر در آلمان است که در Pinneberg واقع شده‌است. کلاین نوردنده ۲٬۹۹۸ نفر جمعیت دارد.